# Metropolia Kigali
Metropolia Kigali – jedyna metropolia kościoła rzymskokatolickiego w Rwandzie. Została ustanowiona 10 kwietnia 1976.

## Diecezje
- Archidiecezja Kigali
  - Diecezja Butare
  - Diecezja Byumba
  - Diecezja Cyangugu
  - Diecezja Gikongoro
  - Diecezja Kabgayi
  - Diecezja Kibungo
  - Diecezja Nyundo
  - Diecezja Ruhengeri

## Metropolici
- Vincent Nsengiyumva (1976-1994) zamordowany podczas ludobójstwa w Rwandzie wraz ze swoimi sufraganiami biskupami Kabgayi i Byumba oraz kilkunastoma prezbiterami[1]
- Thaddée Ntihinyurwa (1996-2018)
- Antoine Kambanda[2] (od 2018)